# Улица Абаева (Владикавказ)
Улица Абаева — улица во Владикавказа, Северная Осетия, Россия. Находится в Иристонском муниципальном округе между улицей Кольцова и каналом ГЭС. Начинается от улицы Кольцова.
Улица Абаева пересекается с улицей Гайто Газданова и переулками Кобинским и Кирпичным. На улице Абаева заканчиваются улицы Турбинная, Дарьяльская, Малая и переулок Тупиковый.

## История
Названа именем осетинского учёного-лингвиста, ираниста и академика Василий Абаева.
Улица образовалась в начале XX века. 25 октября 1922 года городской совет придал улице к югу от перекрёстка улиц Гаппо Баева и Кольцова наименование «улица Свободы». Упоминается в Перечне улиц, площадей и переулков от 1925 года как улица Свободы.
21 ноября 1955 года улица Свободы была переименована в «улицу 1905 года». 6 декабря 1995 года Улица 1905 года была переименована в улицу Абаева.

## Источник
- Владикавказ. Карта города, 2011.
- Кадыков А. Н. Улицы, переулки, площади и проспекты г. Владикавказа: справочник. — Владикавказ: Респект, 2010. — С. 53—55. — ISBN 978-5-905066-01-6
- Торчинов В. А. Владикавказ., Краткий историко-краеведческий справочник. — Владикавказ: Северо-Осетинский научный центр, 1999. — С. 93, 100. — ISBN 5-93000-005-0